# Lista dos deputados estaduais de Santa Catarina – 7.ª legislatura (1971–1975)
Lista dos deputados estaduais de Santa Catarina - 7ª legislatura (1971 — 1975).

## Composição das bancadas
| Partido | Líder                | Bancada | Posição  |
| ------- | -------------------- | ------- | -------- |
| ARENA   | Epitácio Bittencourt | 26 / 37 | Governo  |
| MDB     | Juarez Furtado       | 11 / 37 | Oposição |

## Deputados estaduais
| Número | Deputados estaduais eleitos | Partido | Votação | Percentual | Cidade onde nasceu   | Unidade federativa |
| 11335  | Angelino Rosa               | ARENA   | 18.770  |            | Erechim              | Rio Grande do Sul  |
| 11410  | Nelson Pedrini              | ARENA   | 18.205  |            | Joaçaba              | Santa Catarina     |
| 11190  | Celso Ramos Filho           | ARENA   | 16.291  |            | Lages                | Santa Catarina     |
| 11703  | Fernando Bastos             | ARENA   | 16.127  |            | Florianópolis        | Santa Catarina     |
| 11368  | Fioravante Massolini        | ARENA   | 15.643  |            | Caxias do Sul        | Rio Grande do Sul  |
| 11223  | Epitácio Bittencourt        | ARENA   | 15.239  |            | Imaruí               | Santa Catarina     |
| 11521  | Antônio Heil                | ARENA   | 14.631  |            | Brusque              | Santa Catarina     |
| 11966  | João Custódio da Luz        | ARENA   | 14.461  |            | Rio do Sul           | Santa Catarina     |
| 11240  | Aldo Andrade                | ARENA   | 14.274  |            | Lages                | Santa Catarina     |
| 15701  | Menezes Lima                | MDB     | 14.408  |            | Nova Iorque          | Maranhão           |
| 11114  | Homero Gomes                | ARENA   | 13.571  |            | Ouro Fino            | Minas Gerais       |
| 11148  | Henrique Córdova            | ARENA   | 13.367  |            | Lages                | Santa Catarina     |
| 15455  | Dejandir Dalpasquale        | MDB     | 13.077  |            | Encantado            | Rio Grande do Sul  |
| 11146  | João Bertoli                | ARENA   | 12.869  |            | Rodeio               | Santa Catarina     |
| 11461  | Afonso Ghizzo               | ARENA   | 12.800  |            | Araranguá            | Santa Catarina     |
| 11980  | Zany Gonzaga                | ARENA   | 12.621  |            | Porto União          | Santa Catarina     |
| 11810  | Aristides Bolan             | ARENA   | 12.319  |            | Maracajá             | Santa Catarina     |
| 11937  | Milton Oliveira             | ARENA   | 12.262  |            | Tubarão              | Santa Catarina     |
| 11107  | Evaldo Amaral               | ARENA   | 12.158  |            | Lages                | Santa Catarina     |
| 11936  | Ademar Garcia Filho         | ARENA   | 12.098  |            | Joinville            | Santa Catarina     |
| 15527  | Waldir Buzatto              | MDB     | 12.029  |            | Palmeira das Missões | Rio Grande do Sul  |
| 11434  | Sady Marinho                | ARENA   | 12.000  |            | Xanxerê              | Santa Catarina     |
| 11246  | Elgydio Lunardi             | ARENA   | 11.596  |            | Veranópolis          | Rio Grande do Sul  |
| 11991  | Benedito Carvalho Neto      | ARENA   | 11.321  |            | Canoinhas            | Santa Catarina     |
| 11585  | Otacílio Ramos              | ARENA   | 11.273  |            | Joinville            | Santa Catarina     |
| 11801  | Wilmar Ortigari             | ARENA   | 10.642  |            | Curitibanos          | Santa Catarina     |
| 11445  | Ralf Knaesel                | ARENA   | 10.362  |            | Blumenau             | Santa Catarina     |
| 11896  | Walter Gomes                | ARENA   | 10.328  |            | São João Batista     | Santa Catarina     |
| 11892  | Telmo Arruda                | ARENA   | 9.989   |            | Lages                | Santa Catarina     |
| 15265  | Delfim Peixoto              | MDB     | 9.185   |            | Itajaí               | Santa Catarina     |
| 15570  | Juarez Furtado              | MDB     | 8.637   |            | Lages                | Santa Catarina     |
| 15231  | Carlos Büchele              | MDB     | 8.575   |            | Tijucas              | Santa Catarina     |
| 15866  | Nelson Tófano               | MDB     | 8.465   |            | Presidente Bernardes | São Paulo          |
| 15271  | Murilo Canto                | MDB     | 8.065   |            | Jaguaruna            | Santa Catarina     |
| 15480  | Manoel Gonçalves            | MDB     | 7.921   |            | Itajaí               | Santa Catarina     |
| 15881  | Ivan Rodrigues              | MDB     | 7.899   |            | Tijucas              | Santa Catarina     |
| 15835  | Fausto Brasil               | MDB     | 7.658   |            | Curitiba             | Paraná             |